# Renato Tega
Renato Tega (Spello, 6 gennaio 1887 – Bologna, 9 novembre 1955) è stato un politico e partigiano italiano.
Iscritto al Partito Socialista, il 2 giugno 1946 viene eletto come rappresentante alla Costituente.

## Biografia
Nasce a Spello da Teodorico e Nicolina Lupparelli. Iscritto al Partito Socialista Italiano nel 1908 viene eletto consigliere comunale della sua città natale, dove risiede fino al 1913. Trasferitosi a Molinella dopo aver vinto un concorso da vicesegretario comunale, diviene uno dei principali collaboratori di Giuseppe Massarenti.
Massone, fu membro della loggia Francesco Guardabassi di Perugia; non diede seguito al voto del Congresso del Partito socialista di Ancona del 1914 che stabiliva l'incompatibilità tra l'appartenenza al partito e alla Massoneria.
Nel 1914 partecipa alla settimana rossa, durante la quale viene arrestato con l'accusa di attività sovversiva e rilasciato nel novembre dello stesso anno. Rientrato a Molinella, viene licenziato dal suo posto di lavoro dal commissario prefettizio che aveva nel frattempo sostituito Massarenti nel ruolo di sindaco della città. Si trasferisce quindi nella vicina Argenta e continua a lavorare come vicesegretario comunale. È arruolato allo scoppio della prima guerra mondiale. Protagonista di un atto di protesta contro il conflitto al momento della partenza, viene arrestato e condannato a tre mesi di carcere; rilasciato, organizza una nuova protesta contro la guerra in atto e nuovamente viene arrestato. Inviato al domicilio coatto a Benevento, rientra per protesta a Molinella e viene definitivamente allontanato col confino obbligatorio nella natìa Spello. Richiamato alle armi nel 1918 è dichiarato abile, ma a seguito di una richiesta dello stesso Tega viene infine giudicato riformabile.
La sua rilevanza politica in quegli anni si è accresciuta e gli incarichi affidatigli dalla direzione centrale lo portano a spostarsi per l'intera Emilia-Romagna. Perseguitato dai proprietari agrari e dagli attivisti del neonato Partito Nazionale Fascista, subisce un'aggressione fisica che lo costringe ad allontanarsi da Molinella.
Trasferitosi a Bologna, qui viene arrestato nel 1923 e successivamente rilasciato. L'anno seguente subisce una grave aggressione da una squadra fascista che compromette seriamente la sua vita. Nel 1925 decide quindi di espatriare in Francia. Rientrato in Italia l'anno dopo, viene immediatamente arrestato e confinato per un anno sulle Isole Eolie. Rientrato a Molinella, accetta infine di richiedere la tessera del Partito che gli consente di tornare a lavorare.
Nel 1942 è uno dei promotori della nascita del Movimento di Unità Proletaria e successivamente del Partito Socialista Italiano di Unità Proletaria. Alla data dell'armistizio entra nelle file delle Brigate Matteotti. Dopo la liberazione viene nominato segretario della federazione socialista di Bologna e nominato alla Costituente. Dopo la scissione di Palazzo Barberini, sceglie di rimanere all'interno del PSI.